# Kanonierki typu Kastamonu
Kanonierki typu Kastamonu, określane też jako typ Yozgat – typ kanonierek parowych marynarki Imperium Osmańskiego, z początku XX w. Okręty te służyły podczas wojen włosko-tureckiej, w czasie której zatopiono jedną z nich i I wojny światowej, w której zniszczono drugą. Ich nieco powiększoną kontynuacją były kanonierki typu Taşköprü.
Okręty zamówiono 15 sierpnia 1904 roku w stoczni Gebrüder Sachsenberg w Roßlau, stępki położono już w październiku, a wodowano w kwietniu następnego roku. Kanonierki miały charakterystyczny wysoki komin, dwa palowe maszty i nadburcia na całej długości okrętu. Miały stalowe kadłuby z dziobnicą taranową, o długości 42,2 m (40,4 m na konstrukcyjnej linii wodnej), szerokości 5,8 m i zanurzeniu 1,8 m, wyporności normalnej 185 ton, a pełnej 240 ton (Conway’s... podaje długość 40 m, szerokość 9 m). Okręty wyposażone były w jedną pionową maszynę parową potrójnego rozprężania o mocy 460 KM, napędzającą jedną śrubę; parę dostarczał pojedynczy kocioł opalany węglem, którego zapas wynosił 40 ton. Maszyny i kotły były także produkcji Gebrüder Sachsenberg. Rozwijały prędkość 12 węzłów. Wyposażone były w reflektor na pomoście, dwie szalupy, dwie kotwice admiralicji, miały też możność rozpięcia tropiku nad pokładem, co było przydatne w służbie w gorącym klimacie Morza Czerwonego, gdzie miały służyć jako jednostki antyprzemytnicze. Załoga liczyła 3 oficerów i 9 marynarzy.

## Służba
Okręty służyły jako patrolowce na Morzu Czerwonym. W chwili wybuchu wojny włosko-tureckiej zostały one zawezwane do kraju. „Kastamonu” wraz z kanonierkami „Gökçedağ”, „Refahiye”, „Ayintab”, „Ordu” i „Bafra” typu Taşköprü utknęły z braku paliwa w porcie Al-Kunfuza i zostały tam 7 grudnia 1912 roku zniszczone przez włoski krążownik „Piemonte” i niszczyciele „Artigliere” i „Garibaldino”  w bitwie w zatoce Kunfuza.
„Yozgat”, wraz z kanonierkami „Taşköprü”, „Malatya” i „Beyruth”, oraz krążownikiem „Peyk-i Şevket” były internowane w Suezie i zostały zwolnione po zakończeniu działań wojennych i wycofaniu się wojsk tureckich z Cyrenajki w styczniu 1913. 
W czasie I wojny światowej „Yozgat” wszedł w skład flotylli dardanelskiej, a następnie operował na Morzu Czarnym. „Yozgat” został zatopiony wraz z „Taşköprü” przez rosyjskie niszczyciele 10 grudnia 1915 roku, podczas próby niesienia pomocy SM UC-13, który utknął na mieliźnie.